# مقاطعة خميني شهر
مقاطعة خميني شهر (بالفارسية: شهرستان خمینی‌شهر) هي إحدى مقاطعات محافظة أصفهان في إيران. عاصمة المقاطعة هي خميني شهر. حسب تعداد 2011، بلغ عدد السكان 311,629.